# Helvedessten
|  | Sammenskrivningsforslag Artiklerne Sølvnitrat, Helvedessten er foreslået sammenskrevet. (Siden oktober 2015) Diskutér forslaget |

Helvedessten (latin Lapis infernalis), også kaldet "Lapisstift" eller "Helvedesstift", er et lille stykke sølvnitrat, der dels virker desinficerende, dels dræber det væv, den kommer i berøring med. Den er derfor god til bl.a. blegner i mundhulen, vildtvoksende granulationsvæv ("dødt kød") og til vorter.
Da selve stiften af sølvnitrat kun er nogle få millimeter stor, er den sat på et lille skaft på størrelse med en blyantsstump.
Sølvnitrat er i sig selv meget giftigt, men virker desinficerende i svage opløsninger, ligesom f.eks. kaliumpermanganat. I begge tilfælde skyldes virkningen, at stofferne meget let frigiver ilt.
Helvedssten kan danne skjolder, der er yderst vanskelige at fjerne. Dette kan dog gøres ved behandling med en 10% opløsning af jodkalium eller jodnatrium, eller ved brug af jodtinktur. Efter 8-10 timer kan kan helvedsstenen vaskes ud med fotografisk fiksernatron. Dette skyldes, jodsalten omdanner sølvnitraten til jodsølv, der let kan digereres i fiksernatron.